# Conus postalveatus
Conus postalveatus é uma espécie de gastrópode do gênero Conus, pertencente a família Conidae.